# Registro Nacional de Lugares Históricos no Delaware
Edifícios, locais, distritos e objetos no Registro Nacional de Lugares Históricos no Delaware. Desde 24 de maio de 2013 existem 690 propriedades e distritos listados do Registro Nacional de Lugares Históricos nos 3 condados do Delaware, incluindo os 13 nomeados no Marco Histórico Nacional.
O condado de New Castle é o que contem a maior quantidade de registros, enquanto o condado de Sussex contem a menor quantidade. Os primeiros NRHPs no Delaware foram designados em 15 de outubro de 1966 e o mais recente em 2 de janeiro de 2013.

## Números de propriedades por condado
A relação a seguir lista as entradas atuais, por condado, pertencentes ao Registro Nacional de Lugares Históricos. Estas somas são baseadas em inscrições no Banco de Dados do Cadastro Nacional de Informações a partir de 24 de abril de 2008, e nas novas listas semanais postadas desde então no site do National Register of Historic Places. Há inclusões freqüentes e exclusões ocasionais à lista, fazendo com que as contagens mostradas aqui sejam aproximadas e não oficiais. Igualmente, a contagem desta tabela exclui o aumento e diminuição de fronteiras que modificam a área coberta por uma propriedade existente ou distrito e que apresentem um número de referência nacional distinto no Regisro Nacional.
|              | \| \| Condado \| Nº de lugares \| \| ------------ \| ------------------------------ \| ------------- \| \| 1 \| Kent \| 152 \| \| 2.1 \| New Castle: Wilmington \| 122 \| \| 2.2 \| New Castle: outras localidades \| 275 \| \| 2 \| New Castle: Total \| 397 \| \| 3 \| Sussex \| 143 \| \| (duplicados) \| (duplicados) \| (2)[3] \| \| TOTAL \| TOTAL \| 690 \| |               |
|              | Condado | Nº de lugares |
| 1            | Kent | 152           |
| 2.1          | New Castle: Wilmington | 122           |
| 2.2          | New Castle: outras localidades | 275           |
| 2            | New Castle: Total | 397           |
| 3            | Sussex | 143           |
| (duplicados) | (duplicados) | (2)           |
| TOTAL        | TOTAL | 690           |